# ブライアン・アディアス
ブライアン・アディアス（Brian Adias、本名：Brian Gower、1960年4月6日 - ）は、アメリカ合衆国の元プロレスラー。テキサス州デントン出身。
地元テキサスのダラス地区を主戦場に、初期はベビーフェイス、後に技巧派のヒールとなって活動した。

## 来歴
フォン・エリック兄弟とは幼馴染であり、ハイスクール時代はケリー・フォン・エリックのクラスメイトで、ケリーと同じく陸上競技で活躍していた。
1979年、フリッツ・フォン・エリックが主宰するテキサス州ダラスのNWAビッグタイム・レスリング（後のWCCWおよびWCWA）においてデビュー。フォン・エリック兄弟の友人のベビーフェイスとしてプッシュを受ける。当初はブライアン・アディダス（Brian Adidas）のリングネームを用いていたが、同名のスポーツ用品メーカーからのクレームもあり、後にブライアン・アディアス（Brian Adias）と改名している。
1982年6月21日にはワイルド・ビル・アーウィンを破り、WCCW認定のTV王座を獲得した。1983年は太平洋岸北西部のパシフィック・ノースウエスト・レスリングにも参戦、8月20日にバディ・ローズと組み、リップ・オリバー&ジ・アサシン（デビッド・シェラ）からNWAパシフィック・ノースウエスト・タッグ王座を奪取している。本拠地のダラス地区では12月5日にスーパー・デストロイヤーを下してTV王座に返り咲き、12月25日にはアイスマン・キング・パーソンズと組んでNWAアメリカン・タッグ王座も獲得した。
1984年はジム・クロケット・ジュニア主宰のNWAミッドアトランティック地区に参戦して、タリー・ブランチャード、ボブ・オートン・ジュニア、ザ・グレート・カブキ、エイドリアン・ストリートなどと対戦。6月10日には同地区と提携していたトロントのメープル・リーフ・レスリングにおいて、ドン・カヌードルからカナディアンTV王座を奪取。同年11月22日にはクロケット・プロの年間最大のイベントだったスターケードに出場し、ミスター・イトーから勝利を収めた。
1985年にダラスのWCCWに戻ると、7月29日にジノ・ヘルナンデスを破りNWAテキサス・ヘビー級王座を獲得。9月2日のイベント "WCCW Labor Day Star Wars" においてヘルナンデスに奪還されるも、同日はケリー&ケビン・フォン・エリックとのトリオでマーク・ルーイン、ワンマン・ギャング、ジャック・ビクトリーからNWA世界6人タッグ王座を奪取している。以降もヘルナンデスとテキサス・ヘビー級王座を賭けた抗争を展開し、翌年の7月4日にバズ・ソイヤーに敗れるまで、WCCWのフラッグシップ・タイトルだった同王座を通算3回獲得した。

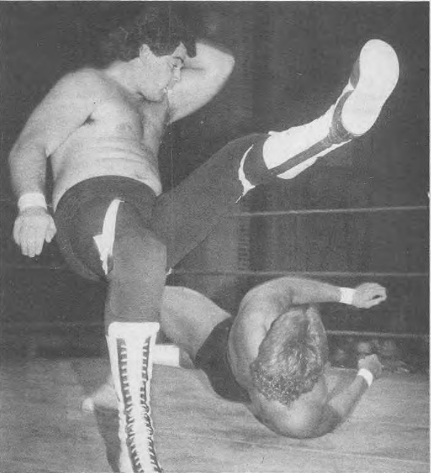
ランス・フォン・エリックを攻撃するアディアス（1987年）

1986年、ヘルナンデスの急逝やケリーのバイク事故による長期欠場など、リング外の諸般の事情に伴い、当時のWCWA（WCCWより改称）でブッカーを務めていたブルーザー・ブロディの発案でヒールに転向。マイク・フォン・エリックを裏切ったというアングルのもと、ゲーリー・ハートをマネージャーに迎えてフォン・エリック兄弟と抗争を繰り広げた。同年12月1日にはアル・マドリルと組んでランス・フォン・エリック&ディンゴ・ウォリアーからWCWA世界タッグ王座を奪取している。このヒールターンを機に、かつてWCCWを主戦場としていたキラー・カーンやテリー・ゴディに倣って「オリエンタル・スパイク」なるスロート・クローをフィニッシュ・ホールドに用いるようになった。
1988年にWCWAを離脱し、ケン・マンテル主宰のワイルド・ウエスト・レスリングを経て、1991年は新興団体のGWFで活動。ベビーフェイスのポジションに戻り、因縁のビル・アーウィンをはじめ、ブラック・バート、ランディ・ローズ、ダグ・サマーズ、バディ・ランデルなどと対戦した。以降、しばらくリングを離れた後、1997年から1999年にかけて、ダラスのインディー団体CWAに出場していた。

## 得意技
- オリエンタル・スパイク[2]
- ラシアン・レッグ・スウィープ[2]

## 獲得タイトル
WCCW / WCWA
- WCCW TV王座：2回[5]
- NWAテキサス・ヘビー級王座：3回[11]
- NWAアメリカン・タッグ王座：1回（w / キング・パーソンズ）[7]
- NWA世界6人タッグ王座：1回（w / ケビン・フォン・エリック&ケリー・フォン・エリック）[13]
- WCWA世界タッグ王座：2回（w / アル・マドリル、フランク・ランカスター）[14]

メープル・リーフ・レスリング
- NWAカナディアンTV王座：1回[9]

パシフィック・ノースウエスト・レスリング
- NWAパシフィック・ノースウエスト・タッグ王座：1回（w / バディ・ローズ）[6]